# Бігастро
Бігастро (ісп. Bigastro) — муніципалітет в Іспанії, у складі автономної спільноти Валенсія, у провінції Аліканте. Населення — 6757 осіб (2010).

## Географія
Муніципалітет розташований на відстані близько 360 км на південний схід від Мадрида, 47 км на південний захід від Аліканте.

## Демографія
Динаміка населення (INE ):

## Галерея зображень

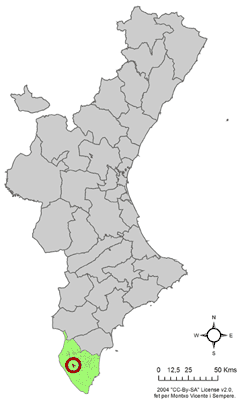
Розташування муніципалітету Бігастро у автономній спільноті Валенсія
Розташування муніципалітету Бігастро у комарці Вега-Баха-дель-Сегура